# Christian Levavasseur
Christian Levavasseur (Dinan, 6 maart 1956) is een voormalig Frans wielrenner.

## Levensloop en carrière
Levavasseur werd prof in 1978. In 1979 won hij een etappe in de Ronde van Spanje.

## Resultaten in voornaamste wedstrijden
| Jaar | Ronde van Italië | Ronde van Frankrijk | Ronde van Spanje |
| ---- | ---------------- | ------------------- | ---------------- |
| 1979 |                  | 51e                 | opgave (1)       |
| 1980 |                  | 44e                 |                  |
| 1981 |                  | 77e                 |                  |
| 1982 |                  | opgave              |                  |
| 1984 |                  | 110e                |                  |
| 1985 |                  |                     |                  |

| Jaar | Parijs-Roubaix | Amstel Gold Race | Bretagne Classic |
| ---- | -------------- | ---------------- | ---------------- |
| 1979 |                |                  |                  |
| 1980 | 29e            |                  |                  |
| 1981 |                |                  |                  |
| 1982 |                | 35e              |                  |
| 1984 |                |                  | 5e               |
| 1985 |                |                  | 17e              |